# Pitcairnia bakeri
Pitcairnia bakeri là một loài thực vật có hoa trong họ Bromeliaceae. Loài này được (André) Mez miêu tả khoa học đầu tiên năm 1935.